# TLR10
TLR10‏ (Toll like receptor 10) هوَ بروتين يُشَفر بواسطة جين TLR10 في الإنسان.